# Kevin Pritchard
Kevin Lee Pritchard (Bloomington, Indiana, 17 de julio de 1967) es un directivo y exjugador profesional de baloncesto estadounidense que en la actualidad desempeña el cargo de presidente de Indiana Pacers en la NBA.

## Trayectoria deportiva

### Universidad
Kevin Pritchard se formó en la Universidad de Kansas, con la que estuvo jugando desde la temporada 86-87 hasta la 89-90 y en la que consiguió ganar el título de campeón de la NCAA en la temporada 1987-88 con los Jayhawks.

### Selección nacional
Representando a Estados Unidos logró la medalla de plata en el Campeonato del Mundo Junior de Bormio 1987, donde fueron derrotados en la final por la selección de Yugoslavia que estaba integrada entre otros por jugadores por Dino Radja, Aleksandar Djordjevic, Toni Kukoč o Nebojsa Ilić.

### Profesional

#### NBA
Tras finalizar su etapa universitaria, es elegido en la 2ª ronda (puesto 34) del draft de 1990 por Golden State Warriors equipo con el que debutaría en la NBA en la temporada 1990-91 cuajando una aceptable temporada para un rookie (62 partidos 12.5 min de media y 3.9 puntos). La temporada siguiente se marcha a Boston Celtics donde las lesiones le impiden seguir su progresión (11 partidos 12.4 minutos de media y 4.2 puntos).

#### Europa
En la temporada 1992-93 se decide a dar el salto a Europa, más conretamente a España y recala en las filas del Cáceres C.B., club recién ascendido a la liga ACB donde realiza una campaña excepional en el plano individual (36 partidos jugados con 21,4 puntos y 4,7 asistencias de media por partido) y resulta parte fundamental en la consecución del objetivo mantener en la ACB al conjunto extremeño.
La temporada siguiente decide marcharse a Italia y ficha por el Viola Reggio Calabria de la LEGA, donde se convirtió en uno de sus jugadores más destacados.

#### Regreso a la NBA
Tras su aventura europea, en la temporada 1993-94 regresa a EE. UU. y tiene un discreto papel jugando para los Philadelphia 76ers (5 partidos 7.2 minutos de media y 0.2 puntos) y los Miami Heat (14 partidos 11.3 minutos de media y 3.1 puntos). La temporada siguiente, tiene el honor de convertirse en el primer jugador de la historia en firmar un contrato con la franquicia de los Vancouver Grizzlies, aunque fue cortado antes de ni siquiera tener la oportunidad de disputar ni un solo partido. Esa misma temporada a la edad de 28 años disputa dos partidos con los Washington Bullets, justo antes de volver a Europa para fichar por el Bayer Leverkusen de la Bundesliga, equipo en el que disputaría sus últimos partidos como profesional.

### Entrenador
Retirado de la práctica activa del baloncesto, en la temporada 2001-02 ocupa el cargo de entrenador principal del equipo Kansas City Knights de la ABA, equipo al que llevó a la consecución del título aquella temporada.
Siguiendo con su carrera de entrenador, Pritchard toma el mando en el banquillo de los Portland Trail Blazers durante los meses finales de la temporada 2004-2005, al ser nombrado entrenador interino en sustitución del cesado Maurice Cheeks.

### Ejecutivo
Portland Trail Blazers
En 2006 Pritchard es nombrado assistant general manager de los Blazers.
En marzo de 2007 tras la renuncia del anterior general manager, Steve Patterson, Pritchard ocupa su lugar.
Una hora antes de que se iniciara la ceremonia del draft de 2010 se supo que Pritchard había sido cesado de su puesto de general manager tras perder la confianza de Paul Allen, dueño de la franquicia de Oregón.
Indiana Pacers
En junio de 2011 se une a los Indiana Pacers como director. Más tarde, es ascendido a general manager, en junio de 2012, para reemplazar a David Morway. El 1 de mayo de 2017, deja su puesto de presidente de operaciones baloncestísticas, manteniendo su puesto de general manager, cuando Larry Bird renueva.

## Estadísticas como entrenador
| Equipo   | Temp.   | P  | V | D  | %V-D | Finalizó         | PP | VP | DP | %V-DP | Playoffs    |
| -------- | ------- | -- | - | -- | ---- | ---------------- | -- | -- | -- | ----- | ----------- |
| Portland | 2004-05 | 27 | 5 | 22 | .185 | 4.º en Northwest | —  | —  | —  | —     | No Playoffs |
| Total    |         | 27 | 5 | 22 | .185 |                  | —  | —  | —  | —     |             |